# Футбольная ассоциация Замбии
Футбо́льная ассоциа́ция За́мбии (ФАЗ) (англ. Football Association of Zambia (FAZ)) — организация, осуществляющая контроль и управление футболом в Замбии. Располагается в столице государства — Лусаке. ФАЗ основана в 1929 году, вступила в ФИФА и в КАФ в 1964 году. В 1997 году также стала одним из членов-основателей КОСАФА. Ассоциация организует деятельность и управляет национальными сборными по футболу (мужской, женской, молодёжными). Под эгидой ассоциации проводится чемпионат страны и многие другие соревнования.